# Echte Hunde
Als Echte Hunde (Canini) wird eine Tribus der Familie der Hunde (Canidae) bezeichnet. Sie sind auf allen Kontinenten vertreten; ursprünglich gab es in Australien, Neuseeland, Neuguinea, Madagaskar und der Antarktis keine. Doch auch in vielen dieser Regionen sind sie durch Einbürgerung durch den Menschen vor allem in Form des Haushundes sowie dessen verwilderten Formen wie dem Dingo heimisch geworden.

## Systematik
Den Echten Hunden werden die Echten Füchse (Vulpini) gegenübergestellt, allerdings gibt es auch innerhalb der Echten Hunde viele Arten, die fuchsartig aussehen und deshalb als „Füchse“ bezeichnet werden. Die Canini werden in die folgenden Gattungen unterteilt:
- Aenocyon †
- Falklandfüchse (Dusicyon) †
- Pseudofüchse / Zorros (Pseudalopex / Lycalopex)
- Kurzohrfüchse (Atelocynus)
- Maikongs (Cerdocyon)
- Waldhunde (Speothos)
- Mähnenwölfe (Chrysocyon)
- Afrikanische Schakale (Lupulella)
- Rothunde (Cuon)
- Afrikanische Wildhunde (Lycaon)
- Wolfs- und Schakalartige (Canis)

In einer Systematik der Hunde von Lindblad-Toh et al. 2005, die auf molekulargenetischen Untersuchungen gründete, wurden die Echten Hunde in ihrer aktuellen Zusammenstellung als nicht monophyletische Gruppe identifiziert, da der Marderhund in die Verwandtschaft der Füchse der Gattung Vulpes eingeordnet wurde. Verglichen wurden dabei ca. 15 Kilobasen an Exon- und Intron-Sequenzen.
Nach dieser Untersuchung bilden die beiden Arten der Graufüchse (Urocyon) einen eigenen als Graufuchs-Klade bezeichneten Zweig, der allen anderen Hunden als ursprünglichste heutige Gruppe gegenübergestellt wird. Der Ast mit den verbliebenen Arten, die bislang als Echte Füchse bezeichnet werden, enthält zusätzlich den Marderhund (Nyctereutes procyonoides) und wird als Rotfuchs-Klade bezeichnet. Die restlichen Arten der Hunde, ursprünglich vollständig den Echten Hunden zugeordnet, werden aktuell in zwei Kladen eingeteilt – die Südamerika-Klade mit den in Südamerika lebenden Gattungen Atelocynus, Cerdocyon, Lycalopex, Chrysocyon und Speothos sowie die Wolfs-Klade mit den Gattungen Canis, Cuon und Lycaon. Im Rahmen dieser Darstellung wurde die Monophylie der Gattung Canis angezweifelt. Demnach stellen der Streifenschakal und der Schabrackenschakal Schwesterarten dar, die als basalste Arten allen anderen Vertretern der Gattung sowie zusätzlich dem Rothund (Cuon alpinus) und dem Afrikanischen Wildhund (Lycaon pictus) gegenübergestellt werden. Diese beiden Arten müssten entsprechend in die Gattung Canis aufgenommen werden, damit sie als monophyletische Gattung Bestand hat. Die Canid Specialist Group der IUCN sprach sich auf einem im Mai 2019 veranstalteten Kongress dafür aus, sowohl den Schabrackenschakal als auch den Streifenschakal in die Gattung Lupulella zu stellen.

## Belege
1. 1 2  Kerstin Lindblad-Toh et al.: Resolving canid phylogeny. Abschnitt in: Kerstin Lindblad-Toh et al.: Genome sequence, comparative analysis and haplotype structure of the domestic dog. Nature 438, Dezember 2005; Seite 803–819.